# Казалграсо
Казалгра̀со (на италиански: Casalgrasso; на пиемонтски: Casalgrass, Казалграс) е село и община в Северна Италия, провинция Кунео, регион Пиемонт. Разположено е на 240 m надморска височина. Населението на общината е 1449 души (към 2010 г.).